# دون ريتشاردسون
دون ريتشاردسون هو مترجم ومبشر كندي، ولد في 23 يونيو 1935 في كندا، وتوفي في 23 ديسمبر 2018.